# Nammu
Nammu o també Namma (en cuneïforme 𒀭𒇉) va ser una deïtat sumèria, considerada una divinitat creadora, la deessa de l'abisme de l'aigua (el mar primitiu), sobretot a la mitologia que es va desenvolupar a la ciutat d'Èridu.
Seria la primera de les deïtats sumèries i la creadora del cel i la Terra. És considerada la mare de tots els déus, esposa d'An (el cel), però només en una inscripció, i mare d'Enki. Es creia que no tenia marit. Alguns reis d'Ur, com ara Ur-Nammu, van incloure el nom de la deessa en el que usaven durant el seu regnat.
En el mite babilònic anomenat Enki i Ninhursag, Nammu és una de les divinitats que van prendre part en la creació de la humanitat juntament amb un grup de set deesses menors.
Podria ser l'origen del mite d'Enuma Elix de Babilònia i la personificació de la constel·lació més tard anomenada Tiamat (grega Cetus). En altres narracions se l'associa amb la màgia apotropaica, i se la invocava per conjurar els dimonis, les malalties o els escorpins.